# Półczno (gmina)
Półczno (pocz. Połeczno) – dawna gmina wiejska istniejąca w latach 1945–1954 w woj. szczecińskim (dzisiejsze woj. zachodniopomorskie). Siedzibą władz gminy było Połeczno (obecnie Półczno).
Gmina Połeczno powstała po II wojnie światowej (1945) na terenie tzw. Ziem Odzyskanych (tzw. III okręg administracyjny – Pomorze Zachodnie). 25 września 1945 gmina – jako jednostka administracyjna powiatu bytowskiego – została powierzona administracji wojewody gdańskiego, po czym z dniem 28 czerwca 1946 została przyłączona do woj. szczecińskiego.
14 lutego 1946 gmina liczyła 705 mieszkańców. 
W wykazach opartych na stanie administracyjnym po 1946 roku jednostka już nie występuje.